# Nenad Bjeković
Nenad Bjeković (srbskou cyrilicí Ненад Бјековић; * 5. listopadu 1947, Lazarevo) je bývalý jugoslávský fotbalista srbské národnosti, útočník. V sezóně 1975/1976 byl nejlepším střelcem jugoslávské fotbalové ligy. Po skončení aktivní kariéry působil jako trenér.

## Fotbalová kariéra
Začínal v týmu FK Proleter Zrenjanin, se kterým postoupil do jugoslávské první ligy. V jugoslávské lize hrál dále za Partizan Bělehrad, nastoupil celkem ve 259 ligových utkáních, dal 98 gólů a s Partizanem týmem získal v roce 1976 mistrovský titul. Pokračoval ve francouzské Ligue 1 za OGC Nice, nastoupil ve 143 ligových utkáních a dal 85 gólů. Ve Veletržním poháru nastoupil ve 4 utkáních a v Poháru UEFA nastoupil ve 2 utkáních a dal 2 góly. Za reprezentaci Jugoslávie nastoupil v letech 1968-1976 ve 22 utkáních a dal 4 góly. 

## Ligová bilance
| Ročník                                   | Zápasy | Góly | Klub                  |
| ---------------------------------------- | ------ | ---- | --------------------- |
| Druga savezna liga Jugoslavije 1965/1966 | 21     | 7    | FK Proleter Zrenjanin |
| Druga savezna liga Jugoslavije 1966/1967 | 21     | 4    | FK Proleter Zrenjanin |
| Jugoslávská Prva liga 1967/1968          | 28     | 10   | FK Proleter Zrenjanin |
| Jugoslávská Prva liga 1968/1969          | 33     | 6    | FK Proleter Zrenjanin |
| Jugoslávská Prva liga 1969/1970          | 32     | 7    | Partizan Bělehrad     |
| Jugoslávská Prva liga 1970/1971          | 33     | 8    | Partizan Bělehrad     |
| Jugoslávská Prva liga 1971/1972          | 33     | 14   | Partizan Bělehrad     |
| Jugoslávská Prva liga 1972/1973          | 33     | 13   | Partizan Bělehrad     |
| Jugoslávská Prva liga 1973/1974          | 32     | 14   | Partizan Bělehrad     |
| Jugoslávská Prva liga 1974/1975          | 4      | 2    | Partizan Bělehrad     |
| Jugoslávská Prva liga 1975/1976          | 31     | 24   | Partizan Bělehrad     |
| Ligue 1 1976/1977                        | 32     | 19   | OGC Nice              |
| Ligue 1 1977/1978                        | 35     | 29   | OGC Nice              |
| Ligue 1 1978/1979                        | 28     | 17   | OGC Nice              |
| Ligue 1 1979/1980                        | 35     | 15   | OGC Nice              |
| Ligue 1 1980/1981                        | 13     | 5    | OGC Nice              |
| CELKEM Jugoslávská Prva liga             | 259    | 98   |                       |
| CELKEM Ligue 1                           | 143    | 85   |                       |